# Euphorbia catenata
Euphorbia catenata är en törelväxtart som först beskrevs av Susan Carter, och fick sitt nu gällande namn av Peter Vincent Bruyns. Euphorbia catenata ingår i släktet törlar, och familjen törelväxter. Inga underarter finns listade i Catalogue of Life.